# Jewish Voice for Peace
Jewish Voice for Peace és una organització jueva d'esquerra antisionista estatunidenca que critica l'ocupació israeliana dels territoris palestins i dona suport a la campanya de boicot, desinversió i sancions (BDS) contra Israel.
JVP critica el que descriu com les "greus violacions dels drets humans en què Israel comet cada dia". Des del 2019, s'ha declarat antisionista, argumentant que el sionisme contemporani s'ha consolidat com "un moviment colonial, establint un estat d'apartheid on els jueus tenen més drets que els altres" a través de "massacres de pobles palestí, pobles antics i camps d'oliveres destruïts", exili forçat i punts de control, alhora que rebutja enèrgicament qualsevol forma d'antisemitisme i advoca per "un futur on tothom, inclosos els palestins i els jueus israelians, puguen viure la seua vida lliurement en comunitats vibrants, segures i equitatives, amb les necessitats humanes bàsiques satisfetes". L'organització també subratlla en la seua visió que el sionisme, com a "moviment liderat per jueus Ashkenazi" amb les seues arrels a Europa, va crear una "jerarquia racista" que va esborrar la història de les comunitats jueves del món àrab, el nord d'Àfrica i l'Àfrica oriental, de les quals membres (Mizrahi i jueus etíops) "han estat sotmesos durant molt de temps a discriminació i violència sistèmiques per part del govern israelià"